# August Lüderitz

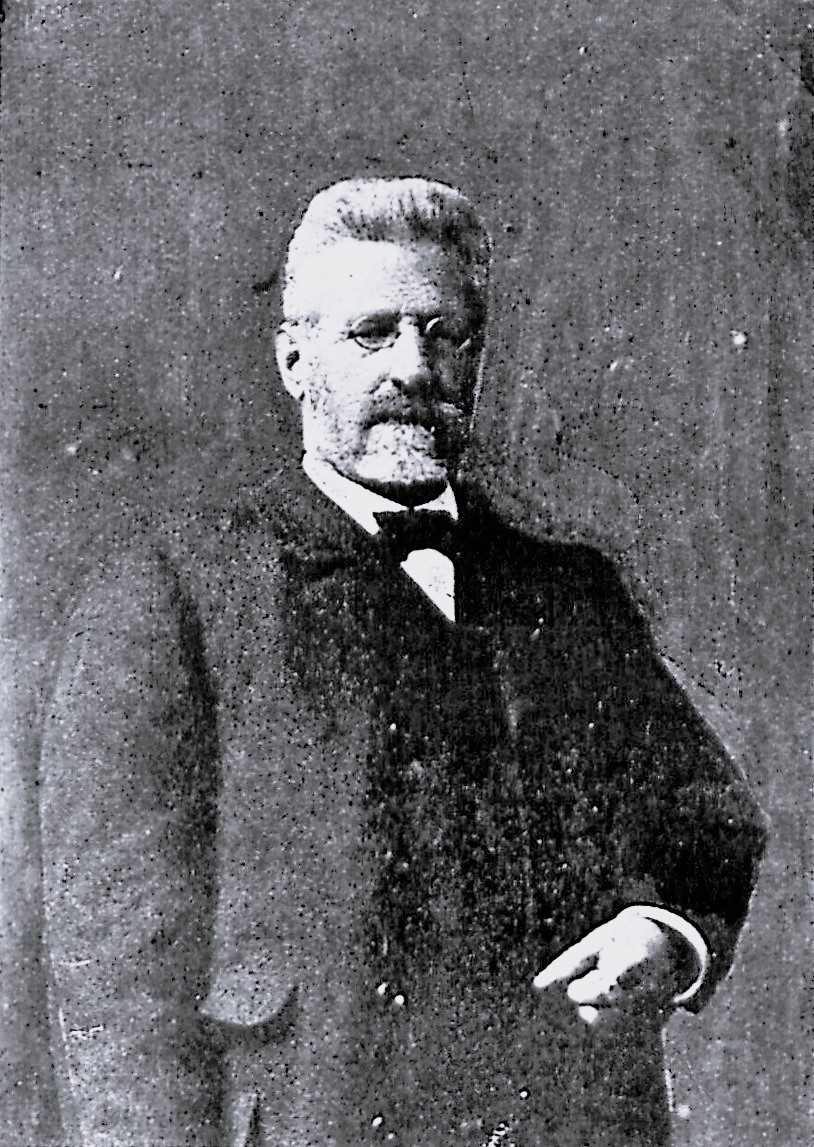
August Lüderitz

August Georg Heinrich Lüderitz (* 6. August 1838 in Bremen; † 15. Dezember 1922 in Bad Schwartau) war ein deutscher Großkaufmann und Kolonialpionier.

## Leben

### Herkunft
Sein Vater, der aus Hannover stammende Bremer Tabakhändler Franz Adolph Eduard Lüderitz (* 28. März 1801 in Celle; † 1. März 1878 in Bremen) und dessen Ehefrau Henriette Wilhelmine, eine geborenen Schüssler (* 29. Dezember 1811 in Oldenburg i. O.; † 25. April 1883 in Bremen) waren die Eigentümer der renommierten Rohtabakhandlung F. A. E. Lüderitz.
Adolf, sein älterer Bruder, führte als Kaufmann nach dem Tode des Vaters das Geschäft weiter.

### Laufbahn
Nach dem Abgang von der Bremer Gelehrtenschule widmete er sich im Rohtabaksgeschäft seines Vaters seiner kaufmännischen Laufbahn. Wie andere junge Kaufleute nahm er nach dem Ende seiner Ausbildung einen längeren Aufenthalt im Ausland um seinen Geschäftsblick zu erweitern. Wie sein Bruder zwei Jahre zuvor, Adolf Lüderitz, ging er 1856 nach Nordamerika. Er durchkreuzte es unter vielen Gefahren und Abenteuern teilweise mit dem Pferd. Für das Londoner Bankhaus „Frühling & Göschen“ (gegründet 1814) ging er 1868 nach Kolumbien. Dort wurde er erst Disponent und dann Prokurist, bevor er 1879 nach Bremen zurückkehrte.
Bereits 1881 siedelte August als kaufmännischer Beauftragter seines Bruders nach Lagos, im damaligen Britisch-Westafrika, über, um für seinen Bruder in Bremen den Einkauf von afrikanischen Produkten wie Palmöl, Palmkernen oder Elfenbein zu tätigen. 1882 übernahm er von seinem Bruder die Leitung der Faktorei.
Der Versuch sich mit der Niederlassung gegen die ausländische Konkurrenz durchzusetzen schlug jedoch fehl.
Sein Bruder beschloss in Bremen zusammen mit Heinrich Vogelsang, im bisher von keiner anderen Kolonialmacht besetzten Südwestafrika eine deutsche Kolonie zu gründen. Im Dezember 1882 entsandte sein Bruder Vogelsang ins südafrikanische Kapstadt, um vor Ort Niederlassungsmöglichkeiten im Südwesten zu erkunden. Beraten vom Sohn des in Südwestafrika wirkenden Missionars Carl Hugo Hahn wurde er auf die Bucht von Angra Pequena (portugiesisch für kleine Bucht) als günstigen Landeplatz hingewiesen.
Im Juni 1884 kam auch August in die Walfischbai. Er wollte die Engländer, die sie zu diesem Zeitpunkt bereits besetzt hatten, an einer weiteren Ausdehnung ins Innere Afrikas von dort aus hindern. Zu jenem Zweck versuchte er, die Bai umgebenden Ländereien, sowie die nördlich gelegenen Küstenstriche bis zur portugiesischen Grenze zu erwerben.
Im August 1884 wurde auf seine Weisung hin mit dem Topnaarstamm ein Kaufvertrag abgeschlossen. In dem Vertrag verkaufte deren Häuptling, Piet Heibib, ein großes die Walfischbai umschließendes Gebiet an die Firma und der englische Besitz war eine Enklave geworden. Die Kommandanten der in der Bucht liegenden deutschen Korvetten Elisabeth, Rudolf Schering, und Leipzig, Otto Herbig, hissten daraufhin auf seine Weisung am 7. August 1884 die deutsche Fahne. Die wertvollen Dokumente über den „Landerwerb“ wurden im Dezember 1884 von ihm persönlich nach Deutschland gebracht.
Otto von Bismarcks Konzept für das Schutzgebiet war es, dass dort der Kaufmann und nicht der Berliner Bürokrat regieren solle. Für das Reich verhandelten neben Heinrich Ernst Göring August Lüderitz, Missionspfarrer Büttner und sein Sekretär Nels. Bismarck unterstützte ihn und Göring bei ihrer von Lüderitz als Fotograf reich bebilderten Expedition ins Innere des Landes im Mai 1885. Als Lüderitz 1884 versuchte, einen Konzessionsvertrag mit Maharero abzuschließen, lehnte dieser zunächst zugunsten britischer Interessen ab. Als er im Oktober 1885 zusammen mit Göring wiederkam, ging Maharero auf das Interesse des deutschen Vertreters Göring ein und stellte sich unter den deutschen Schutz. Des Weiteren erbrachte die Expedition wertvolle Aufschlüsse über die Beschaffenheit des Landes.

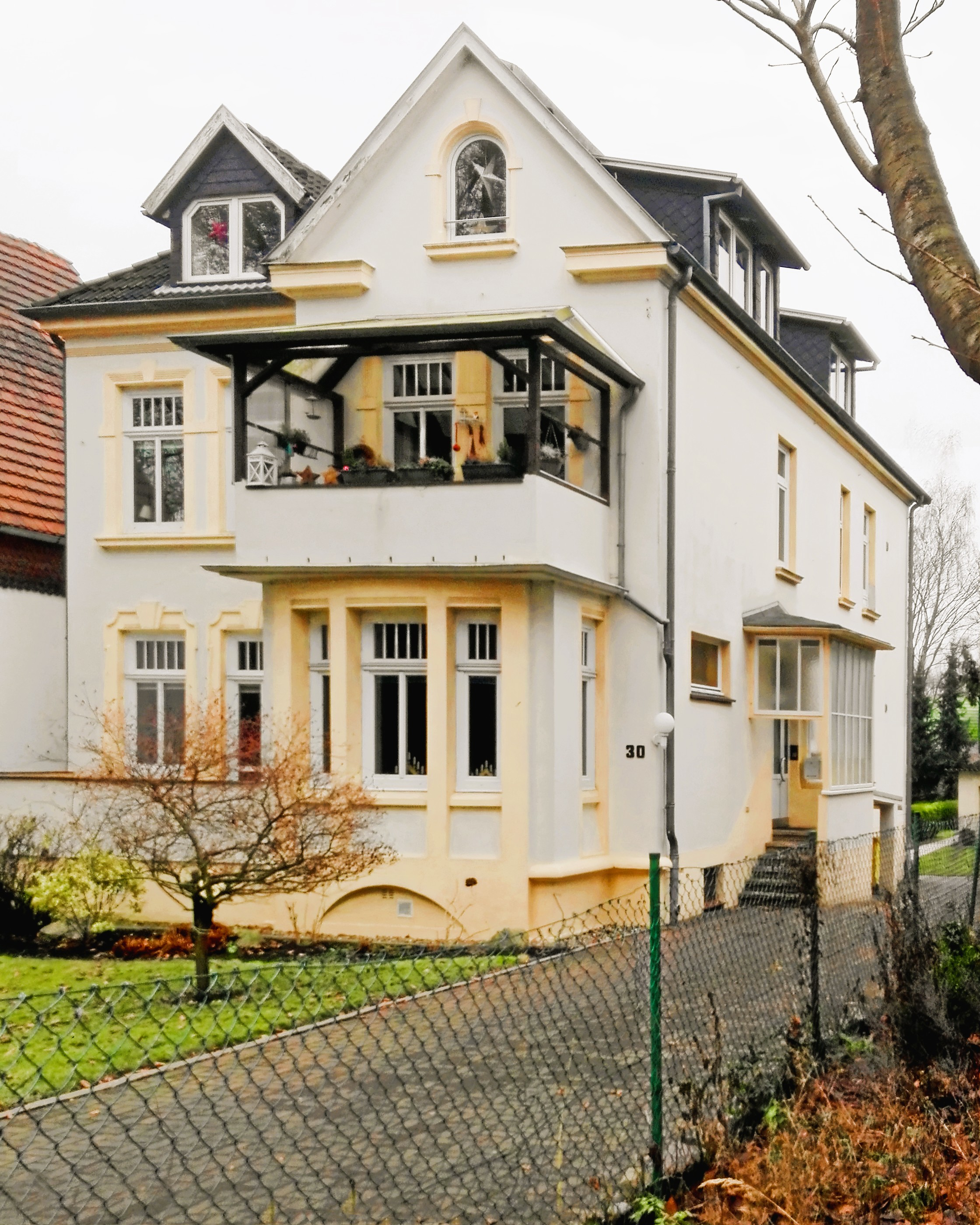
Ehem. Lüderitz-Villa

Im nach den Brüdern benannten Lüderitzland und der Lüderitzbucht standen Denksteine der Schaffens- und Tatkraft deutscher Pioniere, Adolf und August Lüderitz, in Afrika.
Während Adolf Lüderitz auf einer Expedition an der Küste Südwestafrikas tödlich verunglückte, kehrte August Lüderitz nach Deutschland zurück und nahm seinen Wohnsitz zuerst in Hamburg und zog von dort Mitte der 1890er nach Schwartau.